# سیه‌باز
سیه‌باز، روستایی است از توابع بخش ایواوغلی و در شهرستان خوی استان آذربایجان غربی ایران.

## جمعیت
این روستا ، در دهستان ایواوغلی قرار داشته و بر اساس سرشماری سال ۱۳۸۵ جمعیت آن ۲،۸۶۷ نفر (۶۹۴ خانوار)
بوده‌است.